# Dominique Wilkins
Jacques Dominique Wilkins (París, França, 12 de gener de 1960), és un exjugador estatunidenc de bàsquet. Va disputar 15 temporades a l'NBA, i en fou un dels anotadors més prolífics i un dels millors esmaixadors de la història. Amb 2,03 metres d'altura, jugava a la posició d'aler.
El 2006, va ser inclòs en el Basketball Hall of Fame.
És el germà gran d'un altre jugador de l'NBA, Gerald Wilkins, i oncle del també professional Damien Wilkins.

## Trajectòria esportiva

### Universitat
Wilkins va jugar a la Universitat de Geòrgia fins al seu any de júnior, on va aconseguir una excel·lent reputació com a anotador. En els seus tres anys de col·legial, va fer una mitjana de 21,6 punts i 7,1 rebots per partit.

### Professional

#### Atlanta Hawks
Va ser triat en el Draft de l'NBA de 1982 pels Utah Jazz amb el número 3. Sense arribar a debutar amb els Jazz, va ser traspassat als Atlanta Hawks a canvi de John Drew, Freeman Williams i diners. Llevat de la seva temporada de "rookie" als Hawks i les seves tres últimes temporades (amb els Celtics, Spurs i Magic), Wilkins mai va fer una mitjana de menys de 20 punts per partit i la seva millor temporada va ser la 1985-86 amb 30,3 punts per partit; cosa que el va portar a ser triat 9 vegades per l'All-Star Game.
Wilkins, a més dels seus onze anys i mig amb els Hawks, va tenir curtes trajectòries amb Los Angeles Clippers, els Boston Celtics, a la Lliga de Grècia amb el Panathinaikos atenenc (on va guanyar l'Eurolliga 1995-96 i va ser triat MVP de la final), en la Lliga d'Itàlia amb el Teamsystem de Bolonya, i, de tornada a l'NBA, amb els Sant Antonio Spurs i Orlando Magic amb els quals es va retirar el 1999.
Nique va ser clau en la prominència dels Hawks en la dècada dels 80, quan l'equip va registrar les 50 o més victòries quatre vegades durant la dècada. Quan Wilkins va complir els 30 anys, el seu equip va començar a demanar una contribució versàtil de la seva estrella, i aquest va començar a desenvolupar un joc versàtil com ho demostren els 9 rebots i 3 assistències de mitjana en la temporada 1990-91.
El 19 d'abril de 1986, en primera ronda davant Detroit Pistons, Wilkins va fer 50 punts, el seu rècord personal en playoffs.
La temporada 1987-88 va tenir un duel mític contra Larry Bird en Playoffs, on es va mostrar absolutament imparable fent més de 40 punts en el sisè i setè partits de la sèrie, decidida finalment per 4-3 a favor dels Celtics després de tenir els Hawks l'opció de guanyar en el sisè partit la sèrie per 4-2 però on va fallar Cliff Levingston en l'últim segon i en el setè partit després d'una jugada molt polèmica a favor dels Celtics en els instants finals.
La temporada 1991-92 estava sent el màxim encistellador de la lliga després de Michael Jordan amb 28,4 punts, 7 rebots i 3,9 assistències quan es va lesionar a meitat de temporada al tendó d'Aquil·les, lesió que segurament el va apartar del Dream Team original, on injustament no havia estat triat en la primera llista de 10 jugadors. Posteriorment el van compensar seleccionant-ho pel Dream Team II amb els qui va ser campió del món sent el màxim encistellador de la final contra Rússia amb 20 punts.
La temporada 1993-94 va començar estupendament pels Atlanta Hawks amb 14 victòries seguides poc després de començar que col·locava a l'equip amb 15-3 amb el millor balanç de la lliga i es mantindria líder de la conferència aquest durant moltes setmanes. Van guanyar els Houston Rockets campions aquell any fet i fet amb 27 punts de Dominique, els New York Knicks, finalistes aquell any amb 34 punts i 10 rebots de Wilkins i els Seattle Supersonics millor balanç aquell any amb 63-19 amb altres 24 punts. Però sorpresivament al febrer, amb Atlanta amb el millor balanç de l'Est, Dominique fou traspassat davant la incredulitat de l'afició d'Atlanta (a canvi de Danny Manning) a Los Angeles Clippers (Wilkins havia mostrat les seves preferències pels Knicks en cas de ser traspassat). Amb Manning, els Hawks no arribarien molt lluny en els playoffs i la directiva d'Atlanta va ser durament criticada perquè va privar Dominique de poder lluitar per l'anell.

#### Los Angeles Clippers
A Los Angeles Clippers, Wilkins va fer una mitjana de 29,1 punts en el qual restava de temporada, i recordada és la seva actuació vestint la samarreta dels Clippers en la pista "The Omni" d'Atlanta, quan amb 36 punts i 10 rebots va portar als seus a la victòria davant l'admiració generalitzada de la seva antiga afició. També destacables els 36 punts i 11 rebots als Houston Rockets, que serien campions al final, o les dues actuacions seguides amb 42 punts i 10 rebots als Lakers i els 37 punts i 11 rebots als Warriors.

#### Boston Celtics
L'estiu de 1994 va acabar contracte amb Los Angeles Clippers i es va convertir en un dels agents lliures més cobejats. Ell volia anar a un equip amb opcions de guanyar l'anell i els New York Knicks, molt interessats en ell, van negociar el seu fitxatge però el límit salarial va impedir-lo al no poder col·locar els Knicks a Charles Smith i el seu alt salari en cap equip. Al final va decidir acceptar una oferta econòmica molt interessant dels Boston Celtics i jugar així en el Boston Garden, escenari de grans fites en la seva carrera. No obstant això, la franquícia verda encara acusava les recents baixes dels seus jugadors estrella (Larry Bird i Kevin McHale, retirats, Robert Parish, traspassat i sense l'Escorta All Star Reggie Lewis, mort amb tan sols 27 anys amb el qual de ben segur hagués format un gran tàndem), amb Dino Radja com a millor suport, i estava a punt d'entrar en la pitjor etapa de la seva història esportiva en plena reestructuració, no van ser la destinació adequada. No obstant això, va acabar com a màxim anotador de l'equip amb 17,8 punts malgrat que va veure retallats els seus minuts de joc i les seves opcions en atac i classificant l'equip verd pels playoffs (en el 94 van faltar-hi). Allí caurien amb honor per 3-1 contra els finalistes aquell any els Orlando Magic de Shaquille O'Neal i Anfernee Hardaway amb una actualització memorable de Wilkins en la victòria en el tercer partit amb 22 punts i 18 rebots.

#### Panathinaikos BC
El 1995 Wilkins va abandonar per primera vegada l'NBA. Va fitxar per l'equip grec del Panathinaikos BC, ajuntant-se amb altres dues llegendes del bàsquet europeu com Panagiotis Giannakis i Stojan Vranković.
Va ser campió de l'Eurolliga en aquesta temporada, vencent en la final al FC Barcelona, donant així el primer ceptre continental de la història a un equip grec i sent, a més, proclamat MVP de la Final Four (en semifinals també va ser el millor amb 35 punts al CSKA Moscou).
També va aconseguir guanyar la Copa Grega amb 35 punts en la final contra Olympiakos, històric rival, sent nomenat novament MVP.
L'únic títol de la temporada que li va faltar guanyar va ser l'Lliga Grega, que el seu equip va perdre en la final contra l'Olympiakos. Amb 2-1 a favor del Panathinaikos, Wilkins es va lesionar al taló d'Aquil·les i no va poder disputar els dos últims partits de la final que acabaria guanyant l'Olympiakos.

#### Sant Antonio Spurs
Després de l'èxit europeu torna a l'NBA on realitza una gran temporada als Sant Antonio Spurs a 36 anys, sent el màxim anotador de l'equip amb una mitjana de 18,2 punts i 6,4 rebots en només 30,9 minuts. No obstant això, tot i el seu bon any els Spurs realitzen una mala temporada per la plaga de lesions de l'equip amb baixes destacades com els All Stars David Robinson i Sean Elliott i la d'altres jugadors com Charles Smith i Chuck Person.

#### Teamsystem Bolonya
El 1997 en lloc de seguir als Spurs, que recuperarien a Robinson i s'acabaven de fer amb Tim Duncan, en no rebre una bona oferta dels Spurs, va decidir acceptar una oferta del Teamsystem de Bolonya, que sí li oferia un contracte d'acord al seu nivell. Allí s'ajuntaria amb altres llegendes del bàsquet europeu com David Rivers, Carlton Myers i Gregor Fučka, encara que els faltava un pivot dominant.
Amb el Teamsystem va arribar a la final de la Lega italiana que van perdre per 3-2 contra l'altre gran equip de la ciutat, el Kinder de Bolonya de Predrag Danilović, Antoine Rigaudeau i Zoran Savić entre d'altres, amb Wilkins limitat per una molesta lesió, així i tot va ser el millor del seu equip.
En l'Eurolliga van caure en quarts de final també contra el Kinder Bolonya, després d'una jugada polèmica després d'una baralla de tots dos equips on sancionen a Myers i Fučka per part del Teamsystem, per només Moretti del Kinder. Això decidiria la sèrie 2-1 a favor del Kinder, que acabaria guanyant l'Eurolliga. En el tercer i decisiu partit àdhuc estant lesionat oficialment, Wilkins va haver de jugar per les absències de Myers i Fučka i va aconseguir fer, així i tot, 23 punts, 12 rebots i 4 assistències amb 38 anys.
Sí que va aconseguir guanyar la Copa d'Itàlia, vencente en la final la Benetton Treviso.

#### Orlando Magic
Va tornar de nou a l'NBA per jugar una última temporada amb els Orlando Magic amb 39 anys recentment complerts, on la seva participació va ser testimonial a causa del lockout que li va fer estar aturat massa mesos i un entrenador que només prioritzava la defensa com Chuck Daly. Els únics partits que va jugar de titular i va disposar de minuts van ser en el partit que els Magic van visitar Atlanta i va aconseguir 15 punts amb 7/10 en tirs de camp en 22 minuts i contra els Chicago Bulls amb 19 punts (8/13) i 9 rebots en 22 minuts. Es va retirar el 1999.

## Concurs d'esmaixades
El seu sobrenom The Human Highlight Film se'l va forjar per l'espectacularitat i atletisme que li van permetre de guanyar dos concursos d'esmaixades. La seva especialitat són les esmaixades potents i de remolí. Els seus duels en els concursos de mats amb Michael Jordan són considerats com els millors concursos de la història.
Wilkins sempre ha estat considerat com un gran especialista en esmaixades i jugades espectaculars. Els seus girs de 360 graus, els seus Tomahawks seran sempre recordats pel bon aficionat al bàsquet. Va participar en 5 concursos d'esmaixades de l'All Star Game, i va aconseguir guanyar-los en 2 ocasions. En la seva primera participació, a Denver el 1984, va finalitzar en tercera posició, darrere de dues grans llegendes de les esmaixades, com Larry Nance i Julius Erving. El 1985 va aconseguir el seu primer títol batent ni més ni menys que Michael Jordan en la final. A l'any següent, va ser batut pel petit, però gran jugador Spud Webb. El 1988 es va produir de nou l'esperat duel contra Michael Jordan, sent en aquesta ocasió aquest últim el que va guanyar. El 1990 va decidir participar per última vegada, havent d'enfrontar-se a estrelles emergents com Shawn Kemp, Kenny Smith o Scottie Pippen, aconseguint el seu segon i definitiu títol de millor "matador".

## Estadístiques de la seva carrera a l'NBA

### Temporada regular
| Temporada | Edat | Equip                | Lliga | Pos. | P    | TIT | MIN  | TC   | TCA  | %TC  | 3P  | 3PA | %3P  | 2P   | 2PA  | %2P  | TL  | TLA | %TL  | R.OF. | R.DEF. | REB | ASIS | ROB | TAP | PER | FP  | PTS  |
| 1982-83   | 23   | Atlanta Hawks        | NBA   | SF   | 82   | 82  | 32.9 | 7.3  | 14.9 | .493 | 0.0 | 0.1 | .182 | 7.3  | 14.7 | .495 | 2.8 | 4.1 | .682 | 2.8   | 3.1    | 5.8 | 1.6  | 1.0 | 0.8 | 2.2 | 2.6 | 17.5 |
| 1983-84   | 24   | Atlanta Hawks        | NBA   | SF   | 81   | 81  | 36.6 | 8.4  | 17.6 | .479 | 0.0 | 0.1 | .000 | 8.4  | 17.5 | .482 | 4.7 | 6.1 | .770 | 3.1   | 4.0    | 7.2 | 1.6  | 1.4 | 1.1 | 2.7 | 2.4 | 21.6 |
| 1984-85   | 25   | Atlanta Hawks        | NBA   | SF   | 81   | 81  | 37.3 | 10.5 | 23.3 | .451 | 0.3 | 1.0 | .309 | 10.2 | 22.3 | .457 | 6.0 | 7.4 | .806 | 2.8   | 4.1    | 6.9 | 2.5  | 1.7 | 0.7 | 2.8 | 2.1 | 27.4 |
| 1985-86 ★ | 26   | Atlanta Hawks        | NBA   | SF   | 78   | 78  | 39.1 | 11.4 | 24.3 | .468 | 0.2 | 0.9 | .186 | 11.2 | 23.4 | .479 | 7.4 | 9.0 | .818 | 3.3   | 4.6    | 7.9 | 2.6  | 1.8 | 0.6 | 3.2 | 2.2 | 30.3 |
| 1986-87 ★ | 27   | Atlanta Hawks        | NBA   | SF   | 79   | 79  | 37.6 | 10.5 | 22.6 | .463 | 0.4 | 1.3 | .292 | 10.1 | 21.3 | .474 | 7.7 | 9.4 | .818 | 2.7   | 3.6    | 6.3 | 3.3  | 1.5 | 0.6 | 2.8 | 1.9 | 29.0 |
| 1987-88 ★ | 28   | Atlanta Hawks        | NBA   | SF   | 78   | 76  | 37.8 | 11.7 | 25.1 | .464 | 0.5 | 1.7 | .295 | 11.2 | 23.4 | .476 | 6.9 | 8.4 | .826 | 2.7   | 3.7    | 6.4 | 2.9  | 1.3 | 0.6 | 2.8 | 2.1 | 30.7 |
| 1988-89 ★ | 29   | Atlanta Hawks        | NBA   | SF   | 80   | 80  | 37.5 | 10.2 | 22.0 | .464 | 0.4 | 1.3 | .276 | 9.8  | 20.6 | .475 | 5.5 | 6.6 | .844 | 3.2   | 3.7    | 6.9 | 2.6  | 1.5 | 0.7 | 2.3 | 1.7 | 26.2 |
| 1989-90 ★ | 30   | Atlanta Hawks        | NBA   | SF   | 80   | 79  | 36.1 | 10.1 | 20.9 | .484 | 0.7 | 2.3 | .322 | 9.4  | 18.6 | .504 | 5.7 | 7.1 | .807 | 2.7   | 3.8    | 6.5 | 2.5  | 1.6 | 0.6 | 2.2 | 1.8 | 26.7 |
| 1990-91 ★ | 31   | Atlanta Hawks        | NBA   | SF   | 81   | 81  | 38.0 | 9.5  | 20.2 | .470 | 1.0 | 3.1 | .341 | 8.5  | 17.2 | .492 | 5.9 | 7.1 | .829 | 3.2   | 5.8    | 9.0 | 3.3  | 1.5 | 0.8 | 2.5 | 1.9 | 25.9 |
| 1991-92 ★ | 32   | Atlanta Hawks        | NBA   | SF   | 42   | 42  | 38.1 | 10.1 | 21.8 | .464 | 0.9 | 3.0 | .289 | 9.2  | 18.7 | .492 | 7.0 | 8.4 | .835 | 2.5   | 4.6    | 7.0 | 3.8  | 1.2 | 0.6 | 2.9 | 1.8 | 28.1 |
| 1992-93 ★ | 33   | Atlanta Hawks        | NBA   | SF   | 71   | 70  | 37.3 | 10.4 | 22.3 | .468 | 1.7 | 4.5 | .380 | 8.7  | 17.9 | .490 | 7.3 | 8.8 | .828 | 2.6   | 4.2    | 6.8 | 3.2  | 1.0 | 0.4 | 2.6 | 1.6 | 29.9 |
| 1993-94 ★ | 34   | Atlanta Hawks        | NBA   | SF   | 49   | 49  | 34.4 | 8.8  | 20.3 | .432 | 1.2 | 4.0 | .308 | 7.5  | 16.3 | .462 | 5.6 | 6.6 | .854 | 2.4   | 3.8    | 6.2 | 2.3  | 1.3 | 0.4 | 2.4 | 1.8 | 24.4 |
| 1993-94 ★ | 34   | Los Angeles Clippers | NBA   | SF   | 25   | 25  | 37.9 | 10.7 | 23.7 | .453 | 1.0 | 3.9 | .247 | 9.8  | 19.8 | .493 | 6.7 | 8.0 | .835 | 2.5   | 4.5    | 7.0 | 2.2  | 1.2 | 0.3 | 2.1 | 1.6 | 29.1 |
| 1993-94 ★ | 34   | Total 1993 -94       | NBA   | SF   | 74   | 74  | 35.6 | 9.4  | 21.5 | .440 | 1.1 | 4.0 | .288 | 8.3  | 17.5 | .474 | 6.0 | 7.1 | .847 | 2.5   | 4.0    | 6.5 | 2.3  | 1.2 | 0.4 | 2.3 | 1.7 | 26.0 |
| 1994-95   | 35   | Boston Celtics       | NBA   | SF   | 77   | 64  | 31.5 | 6.4  | 15.2 | .424 | 1.5 | 3.8 | .388 | 5.0  | 11.4 | .436 | 3.5 | 4.4 | .782 | 2.0   | 3.2    | 5.2 | 2.2  | 0.8 | 0.2 | 2.2 | 1.7 | 17.8 |
| 1996-97   | 37   | San Antonio Spurs    | NBA   | SF   | 63   | 26  | 30.9 | 6.3  | 15.1 | .417 | 1.1 | 3.8 | .293 | 5.2  | 11.3 | .458 | 4.5 | 5.6 | .803 | 2.7   | 3.7    | 6.4 | 1.9  | 0.6 | 0.5 | 2.1 | 1.6 | 18.2 |
| 1998-99   | 39   | Orlando Magic        | NBA   | SF   | 27   | 2   | 9.3  | 1.9  | 4.9  | .379 | 0.2 | 0.7 | .263 | 1.7  | 4.2  | .398 | 1.1 | 1.6 | .690 | 1.1   | 1.5    | 2.6 | 0.6  | 0.1 | 0.0 | 0.9 | 0.7 | 5.0  |
| Total     |      |                      | NBA   |      | 1074 | 995 | 35.5 | 9.3  | 20.1 | .461 | 0.7 | 2.1 | .319 | 8.6  | 18.0 | .478 | 5.6 | 6.9 | .811 | 2.7   | 3.9    | 6.7 | 2.5  | 1.3 | 0.6 | 2.5 | 1.9 | 24.8 |

★ Denota participació en l'All-Star Game de l'NBA

### Playoffs
| Temporada | Edat | Equip          | Lliga | Pos. | P  | TIT | MIN  | TC   | TCA  | %TC  | 3P  | 3PA | %3P   | 2P   | 2PA  | %2P  | TL  | TLA  | %TL  | R.OF. | R.DEF. | REB  | ASIS | ROB | TAP | PER | FP  | PTS  |
| 1982-83   | 23   | Atlanta Hawks  | NBA   | SF   | 3  |     | 36.3 | 5.7  | 14.0 | .405 | 0.3 | 0.3 | 1.000 | 5.3  | 13.7 | .390 | 4.0 | 4.7  | .857 | 2.7   | 2.3    | 5.0  | 0.3  | 0.7 | 0.3 | 3.3 | 3.0 | 15.7 |
| 1983-84   | 24   | Atlanta Hawks  | NBA   | SF   | 5  |     | 39.4 | 7.0  | 16.8 | .417 | 0.0 | 0.2 | .000  | 7.0  | 16.6 | .422 | 5.2 | 6.2  | .839 | 4.2   | 4.0    | 8.2  | 2.2  | 2.4 | 0.2 | 3.0 | 2.6 | 19.2 |
| 1985-86   | 26   | Atlanta Hawks  | NBA   | SF   | 9  | 9   | 40.0 | 10.4 | 24.1 | .433 | 0.1 | 0.6 | .200  | 10.3 | 23.6 | .439 | 7.6 | 8.8  | .861 | 2.2   | 3.8    | 6.0  | 2.8  | 1.0 | 0.2 | 3.3 | 2.7 | 28.6 |
| 1986-87   | 27   | Atlanta Hawks  | NBA   | SF   | 9  | 9   | 40.0 | 9.6  | 23.3 | .410 | 0.3 | 1.1 | .300  | 9.2  | 22.2 | .415 | 7.3 | 8.2  | .892 | 3.0   | 4.8    | 7.8  | 2.8  | 1.8 | 0.9 | 2.9 | 2.8 | 26.8 |
| 1987-88   | 28   | Atlanta Hawks  | NBA   | SF   | 12 | 12  | 39.4 | 11.4 | 25.0 | .457 | 0.3 | 1.5 | .222  | 11.1 | 23.5 | .472 | 8.0 | 10.4 | .768 | 3.1   | 3.3    | 6.4  | 2.8  | 1.3 | 0.5 | 2.5 | 2.0 | 31.2 |
| 1988-89   | 29   | Atlanta Hawks  | NBA   | SF   | 5  | 5   | 42.4 | 10.4 | 23.2 | .448 | 1.0 | 3.4 | .294  | 9.4  | 19.8 | .475 | 5.4 | 7.6  | .711 | 2.0   | 3.4    | 5.4  | 3.4  | 0.8 | 1.6 | 2.4 | 1.0 | 27.2 |
| 1990-91   | 31   | Atlanta Hawks  | NBA   | SF   | 5  | 5   | 39.0 | 7.0  | 18.8 | .372 | 0.4 | 3.0 | .133  | 6.6  | 15.8 | .418 | 6.4 | 7.0  | .914 | 1.2   | 5.2    | 6.4  | 2.6  | 1.8 | 1.0 | 2.2 | 1.6 | 20.8 |
| 1992-93   | 33   | Atlanta Hawks  | NBA   | SF   | 3  | 3   | 37.7 | 10.7 | 25.0 | .427 | 1.0 | 4.0 | .250  | 9.7  | 21.0 | .460 | 7.7 | 10.0 | .767 | 4.0   | 1.3    | 5.3  | 3.0  | 1.0 | 0.3 | 3.3 | 2.7 | 30.0 |
| 1994-95   | 35   | Boston Celtics | NBA   | SF   | 4  | 4   | 37.5 | 6.5  | 15.3 | .426 | 2.0 | 4.3 | .471  | 4.5  | 11.0 | .409 | 4.0 | 4.5  | .889 | 4.3   | 6.5    | 10.8 | 2.0  | 0.5 | 0.8 | 2.3 | 1.8 | 19.0 |
| 1998-99   | 39   | Orlando Magic  | NBA   | SF   | 1  | 0   | 3.0  | 1.0  | 2.0  | .500 | 0.0 | 0.0 |       | 1.0  | 2.0  | .500 | 0.0 | 0.0  |      | 0.0   | 0.0    | 0.0  | 0.0  | 0.0 | 0.0 | 0.0 | 0.0 | 2.0  |
| Total     |      |                | NBA   |      | 56 | 47  | 38.8 | 9.2  | 21.4 | .429 | 0.5 | 1.7 | .281  | 8.7  | 19.7 | .442 | 6.5 | 7.9  | .824 | 2.8   | 3.9    | 6.7  | 2.6  | 1.3 | 0.6 | 2.7 | 2.2 | 25.4 |

## Assoliments i reconeixements
- 9 vegades triat pel All-Star Game.
- 2 vegades guanyador del concurs de mats.
- Triat en el millor quintet de rookies el 1983.
- Triat en el millor quintet de la lliga el 1986 (7 vegades més en el segon i tercer quintet).
- Màxim golejador de l'NBA el 1986 (30,3 punts per partit).
- Triat millor jugador de la final del Campionat d'Europa en 1996.
- Membre del Basketball Hall of Fame des de 2006.
- El seu dorsal 21 va ser retirat pels Hawks el 13 de gener de 2001.
- Triat en l'Equip del 75 aniversari de l'NBA en 2021.